# Naranja (Florida)
Naranja es un lugar designado por el censo ubicado en el condado de Miami-Dade en el estado estadounidense de Florida. En el Censo de 2010 tenía una población de 8.303 habitantes y una densidad poblacional de 1.952,38 personas por km².

## Geografía
Naranja se encuentra ubicado en las coordenadas 25°30′58″N 80°25′19″O / 25.51611, -80.42194. Según la Oficina del Censo de los Estados Unidos, Naranja tiene una superficie total de 4.25 km², de la cual 3.77 km² corresponden a tierra firme y (11.27%) 0.48 km² es agua.

## Demografía
Según el censo de 2010, había 8.303 personas residiendo en Naranja. La densidad de población era de 1.952,38 hab./km². De los 8.303 habitantes, Naranja estaba compuesto por el 47.91% blancos, el 41.3% eran afroamericanos, el 0.29% eran amerindios, el 2.34% eran asiáticos, el 0.01% eran isleños del Pacífico, el 5.17% eran de otras razas y el 2.99% pertenecían a dos o más razas. Del total de la población el 51.61% eran hispanos o latinos de cualquier raza.